# Bergedorf (dzielnica)
Bergedorf, Hamburg-Bergedorf – część miasta (niem. Stadtteil) Hamburg w Niemczech, w okręgu administracyjnym Bergedorf.
1 kwietnia 1938 na mocy ustawy o Wielkim Hamburgu włączony w granice miasta.
W Bergedorf urodził się królewsko-polski i elektorsko-saski kapelmistrz Johann Adolf Hasse.